# 弗里德瓦尔德
弗里德瓦尔德是德国黑森州的一个市镇。总面积39.65平方公里，总人口2432人，其中男性1252人，女性1180人（2011年12月31日），人口密度61人/平方公里。